# Projet de jet régional turc (TRJ)
 (mai 2020).
Dimensions
Le projet de jet régional (en turc : Yerli Yolcu Uçağı Projesi) était un projet visant à réaliser le premier avion de ligne régional de Turquie. Le projet prévoyait l'utilisation d'une version modifiée du Dornier 328, le TRJ-328 et le TRJ-628., Le projet fut abandonné en 2017 sous motif qu'il était "économiquement irréalisable".

## TRJ-328
Le TRJ-328 se voulait être utilisé comme banc d'essai pour le TRJ-628. La capacité devait être limitée à 32 sièges. L'appareil devait assurer des vols directs et fréquents à destination et en provenance de petites villes en Turquie, dont l'accès est impossible avec des avions plus grands actuellement.

## TRJ-628
Le TRJ-628 devait comporter 60 à 70 sièges et devait être un avion globalement plus grand